# 2012 GX17
2012 GX17 est un transneptunien classé comme centaure et faisant partie du disque des objets épars.

## Caractéristiques
2012 GX17 mesure probablement de 60 kilomètres à 200 kilomètres de diamètre.